# Eugène Cardine
Eugène Alexandre Cardine OSB (* 11. April 1905 in Courseulles-sur-Mer (Calvados), Frankreich; † 24. Januar 1988 in Solesmes (Sarthe), Frankreich) war Benediktiner und der Begründer der Gregorianischen Semiologie.

## Leben
Eugène Cardine trat am 3. Oktober 1928 als Mönch in die Benediktinerabtei Saint-Pierre de Solesmes ein und legte dort am 29. Juni 1930 seine Profess ab. Er wurde am 2. September 1934 zum Priester geweiht. Danach studierte er Gregorianischen Choral und war von 1940 bis 1952 erster Kantor der Abtei Solesmes. 1952 wurde er zum Professor für Gregorianische Paläographie (Semiologie) an der Päpstlichen Musikhochschule in Rom berufen. Er unterrichtete auch am Päpstlichen Athenaeum Sant’Anselmo und dem Collegium Germanicum. Er war Mitglied im liturgischen Vorbereitungsausschuss für das Zweite Vatikanische Konzil. 1968 wurde er zum Konsultor der Ritenkongregation ernannt. Nach seiner Emeritierung 1984 kehrte er in sein Professkloster Solesmes zurück und starb dort 1988.

## Werke
- Primo anno di canto gregoriano, Rom 1970.
- Semiologie grégorienne. Abbaye Saint-Pierre de Solesmes, Sablé-sur-Sarthe 1970 (Extrait des Études Grégoriennes, Tome XI)
- Appunti di storia del canto gregoriano, Rom 1972.
- Gregorianische Semiologie. Les Éditions de Solesmes, Solesmes 2003, ISBN 2-85274-049-4